# Gastrectomía en manga
La gastrectomía en manga es un procedimiento quirúrgico de pérdida de peso en el que el estómago se reduce aproximadamente al 10% de su tamaño original, mediante la extirpación quirúrgica de una gran parte del estómago a lo largo de la curvatura mayor. El resultado es una estructura en forma de manga o tubo. El procedimiento reduce permanentemente el tamaño del estómago, que puede tener cierta dilatación más adelante. La intervención suele realizarse por laparoscopia y es irreversible.
Un metaanálisis de 174 772 participantes publicado en The Lancet en 2021 descubrió que la cirugía bariátrica se asociaba a una reducción del 59 y el 30% de la mortalidad por cualquier causa entre los adultos obesos con o sin diabetes de tipo 2, respectivamente. Este metaanálisis también reveló que la media de la esperanza de vida era de 9,3 años más para los adultos obesos con diabetes que recibieron cirugía bariátrica en comparación con la atención rutinaria (no quirúrgica), mientras que la ganancia de la esperanza de vida era de 5,1 años más para los adultos obesos sin diabetes.

## Procedimiento
La gastrectomía en manga se realizó originalmente como una modificación de otro procedimiento bariátrico, el switch duodenal, y posteriormente como la primera parte de una operación de baipás gástrico en dos fases en pacientes extremadamente obesos para los que el riesgo de realizar una cirugía de baipás gástrico se consideraba demasiado grande. La pérdida de peso inicial en estos pacientes fue tan satisfactoria que empezó a investigarse como procedimiento independiente.
La gastrectomía en manga es la cirugía bariátrica más comúnmente realizada en todo el mundo. En muchos casos, es tan eficaz como la cirugía de derivación gástrica, e incluye mejoras en la homeostasis de la glucosa antes de que se produzca una pérdida de peso sustancial. Este beneficio, independiente de la pérdida de peso, está relacionado con la disminución del volumen gástrico, los cambios en los péptidos intestinales y la expresión de genes implicados en la absorción de glucosa.

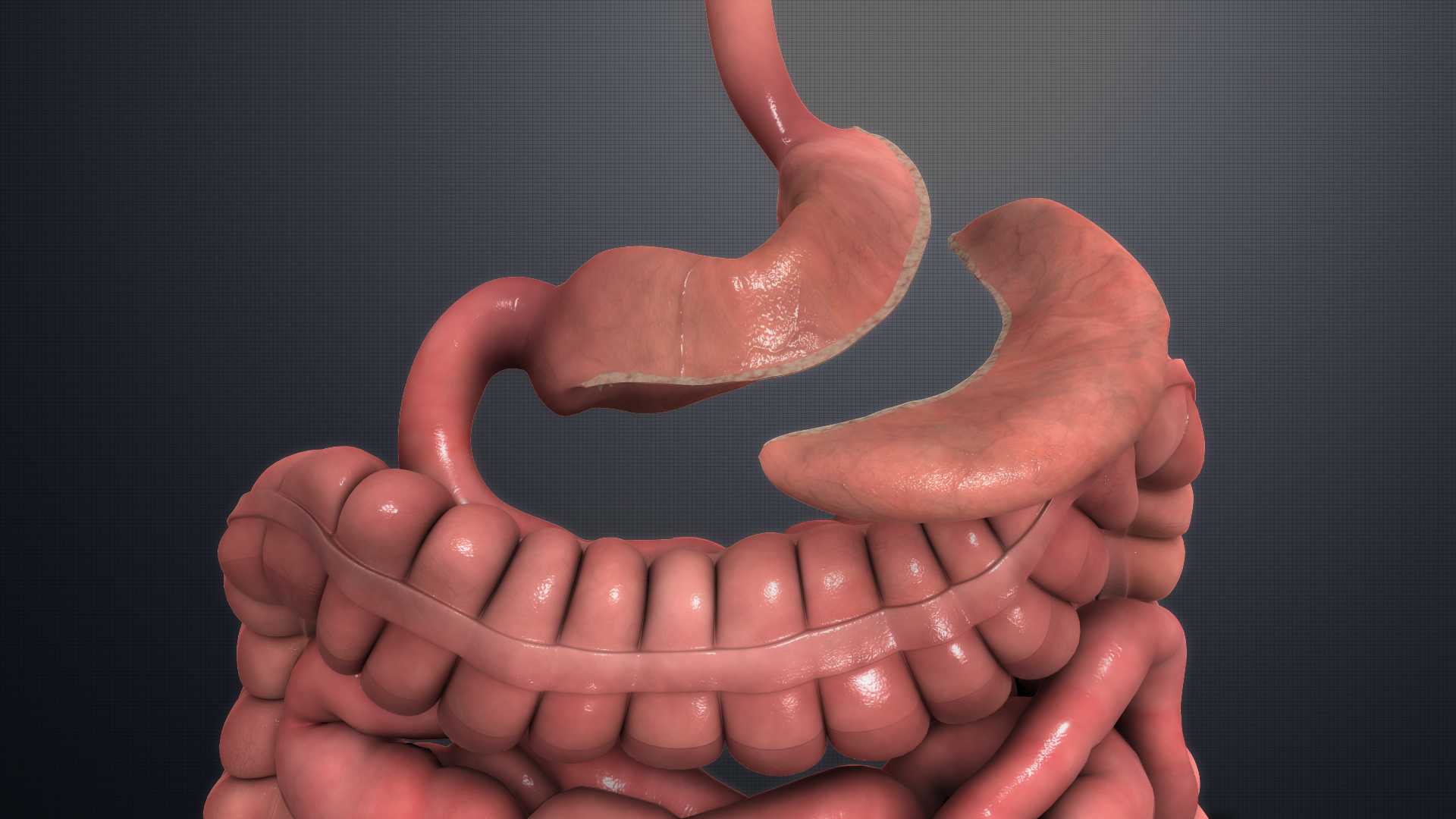
Cirugía de gastrectomía en manga.

El procedimiento consiste en una resección longitudinal del estómago a partir del antro, desde un punto a 5-6 cm el píloro, terminando en el fundus cerca del cardias. La manga gástrica restante se calibra con un bougie. La mayoría de los cirujanos prefieren utilizar un bougie entre 36 y 40 Fr con el procedimiento y el tamaño restante ideal aproximado del estómago después del procedimiento es de unos 150 ml.

## Requisitos
La gastrectomía en manga no es para todo el mundo. Para ser candidato a la gastrectomía en manga deben cumplirse los siguientes requisitos.
1. El IMC (índice de masa corporal) para la manga gástrica debe ser de 40 o más[9]
2. El IMC debe ser de 35 o superior si padece afecciones relacionadas con la obesidad, como diabetes, hipertensión, apnea del sueño o enfermedad del hígado graso.

## Uso en niños y adolescentes
Respaldada por la Federación Internacional para la Cirugía de la Obesidad y los Trastornos Metabólicos y la Sociedad Estadounidense de Cirugía Metabólica y Bariátrica, la gastrectomía en manga está ganando popularidad en niños y adolescentes. Los estudios realizados por Alqahtani y colegas han encontrado que la gastrectomía en manga provoca una gran pérdida de peso en niños y adolescentes de 5 a 21 años. Además, compararon la pérdida de peso con adultos y encontraron una pérdida de peso comparable. Informes recientes del grupo muestran que el crecimiento no se ve afectado después de la gastrectomía en manga en niños menores de 14 años. Se ha observado depresión en algunas personas después del procedimiento. Otro efecto secundario es el insomnio. Después de esta cirugía, muchas personas solo pueden dormir cuando toman melatonina o medicamentos para dormir.

## Complicaciones
La gastrectomía en manga puede causar complicaciones; algunas de ellas se enumeran a continuación:
- Fuga en la manga (ocurre en 1 de cada 200 pacientes)
- Coágulos de sangre (sucede el 1% de las veces)
- Infecciones de heridas (ocurre en alrededor del 10 al 15 % de los pacientes posoperatorios)
- Estenosis (ocurre en el 3,5 % de los pacientes posoperatorios)[17]
- Aversión a la comida y náuseas[18]
- Daño al nervio vago que causará náuseas constantes
- Gastroparesia, con un retraso en el movimiento de los alimentos desde el estómago hasta el intestino delgado
- Vómitos
- Hemorragia interna
- Espasmo/dolor esofágico
- Enfermedad por reflujo gastroesofágico (ERGE)
- Depresión después de la cirugía[19]

## Otras lecturas
- Obesity surgery: principles and practice. McGraw Hill Professional. 2008. p. 177. ISBN 978-0-07-149492-2. Archivado desde el original el 20 de enero de 2021. Consultado el 7 de noviembre de 2020.
- Nguyen, Ninh T; De Maria, Eric J; Ikramuddin, Sayeed; Hutter, Matthew M (2008). The SAGES Manual: A Practical Guide to Bariatric Surgery. Springer. p. 131. ISBN 978-0-387-69170-1. Consultado el 7 de noviembre de 2020.